# 문경 갈평리 오층석탑
문경 갈평리 오층석탑(聞慶 葛坪里 五層石塔)은 대한민국 경상북도 문경시 문경읍 갈평리에 있는 오층석탑이다. 1984년 12월 29일 경상북도의 유형문화재 제185호로 지정되었다.

## 개요
갈평출장소 내에 자리하고 있는 탑으로, 일제시대 때 일본인들에게 빼앗겼던 것을 이웃주민들이 다시 찾아 이 곳에 옮겨 세웠다.
탑은 전체의 무게를 받치는 기단(基壇)을 1층으로 두고, 그 위로 5층의 탑신(塔身)을 올린 모습이다. 기단의 4면에는 모서리와 가운데에 기둥모양을 본 떠 새겼다. 탑신의 두꺼운 지붕돌은 윗면의 경사가 완만하고, 밑면에는 4단의 받침을 두었다. 꼭대기에는 노반(露盤:머리장식받침)과 복발(覆鉢:엎어놓은 그릇모양의 장시)이 남아 머리장식을 하고있다.
전체적으로 무거운 느낌을 주나, 5층을 이루면서도 안정감이 느껴진다. 세련된 수법으로 보아 통일신라 후기에 세운 탑으로 추정된다.

## 참고 자료
- 문경갈평리오층석탑 - 국가유산청 국가유산포털